# Kelly Corcoran
Kelly Corcoran (7 de agosto de 1958—17 de abril de 2002) fue un actor infantil estadounidense.

## Biografía
Nacido en Los Ángeles, California, era el hijo menor de William "Bill" Corcoran, (1905-1958), y de Kathleen McKenney (1917-1972). Sus hermanos eran los también actores infantiles Donna Corcoran, Hugh Corcoran, Noreen Corcoran, Brian Corcoran, y Kevin Corcoran. En 1947 la familia Corcoran se mudó de Massachusetts a Santa Mónica (California), donde el padre trabajó como jefe de mantenimiento de Metro-Goldwyn-Mayer.
Los hermanos Corcoran estudiaron arte dramático o baile como medio para lanzar potenciales carreras interpretativas.
El primer papel de Kelly Corcoran fue el de Hubby Kimball, de seis años de edad, en el episodio de 1964 "What's Different About Today?", del drama médico de la NBC Dr. Kildare, protagonizado por Richard Chamberlain y Raymond Massey. Posteriormente actuó en dos sitcoms, el de la ABC The Adventures of Ozzie and Harriet (dos veces, 1964-1965) y el de la CBS The Baileys of Balboa (1965). Fue artista invitado en el papel de Dickie Hannagan en el episodio de 1966 titulado "Strangers at the Door", perteneciente a la serie de la NBC Run for Your Life, interpretada por Ben Gazzara.
Su papel más duradero fue el de Kip Pride en la serie western de la NBC emitida en 1966-1967 The Road West, protagonizada por Barry Sullivan como el patriarca de la familia, y por Kathryn Hays, Andrew Prine y Glenn Corbett.
Tras finalizar The Road West, Corcoran interpretó a David Howard en el episodio de 1969 "The Secret", perteneciente a la serie protagonizada por Barbara Stanwyck The Big  Valley, también de género western. Sus últimos papeles llegaron en 1970 en dos episodios de la producción de Brian Keith Family Affair, en la CBS, así como en la serie interpretada por Jack Webb para la NBC Adam-12, en el capítulo "Log 75: Have a Nice Weekend".
Kelly Corcoran falleció a los cuarenta y tres años de edad en Sanger, California.